# Список умерших в 856 году

## Февраль
- 4 февраля — Рабан Мавр, немецкий богослов, писатель, поэт, лексикограф; аббат фульдский (822—842), архиепископ Майнцский (847—856); крупнейший деятель «Каролингского возрождения».

## Дата смерти неизвестна или требует уточнения
- Готфрид Харальдссон, викинг-дан, совершивший в середине IX века несколько нападений на земли Франкского государства.
- Ильяс ибн Асад, саманидский эмир Герата (819—856), один из 4 сыновей Асада ибн Самана.
- Мухаммед I ибн аль-Аглаб, эмир Ифрикии из династии Аглабидов (841-856).
- Флорин Ремюсский, святой католической церкви, особенно почитаемый в епархиях Кур, Больцано-Боцен, Вадуц и в Рейнской области.,